# Маріо Малоча
Маріо Малоча (хорв. Mario Maloča, нар. 4 травня 1989, Загреб) — хорватський футболіст, захисник клубу «Гориця». 
Виступав, зокрема, у складі національної збірної Хорватії.

## Клубна кар'єра
У дорослому футболі дебютував 2008 року виступами за команду клубу «Хайдук» (Спліт), кольори якої захищає й донині, провівши більше 100 ігор у чемпіонаті та ставши із часом капітаном сплітської команди.

## Виступи за збірні
2008 року дебютував у складі юнацької збірної Хорватії, взяв участь у 4 іграх на юнацькому рівні, відзначившись одним забитим голом.
Протягом 2008–2010 років залучався до складу молодіжної збірної Хорватії. На молодіжному рівні зіграв у 13 офіційних матчах.
2012 року дебютував в офіційних матчах у складі національної збірної Хорватії. 

## Титули і досягнення
- Володар Кубка Хорватії (2):

«Хайдук» (Спліт): 2009–10, 2012–13
- Володар Суперкубка Польщі (1):

«Лехія» (Гданськ): 2019